# Kuensel
Kuensel ist die älteste Zeitung des Himalaya-Königreichs Bhutan. Bis 2006 war Kuensel das einzige Printmedium des Landes. Aufgrund ihrer Entstehungsgeschichte gilt die Zeitung als regierungsnah.
Kuensel, was in etwa Klarheit oder Genauigkeit bedeutet, wurde 1965 als ein internes Mitteilungsblatt der Regierung gegründet. Die älteste nachgewiesene Ausgabe ist die des 15. Juni 1967. 1974 wurde eine Druckmaschine aus Indien importiert und in Thimphu installiert. Anfangs erschien Kuensel auf Englisch, doch folgte schon bald eine Ausgabe des Mitteilungsblattes in Dzongkha, die mit speziell für diesen Zweck entworfenen Dzongkha-Druckbuchstaben gedruckt wurde.
1986 wurde das Regierungsmitteilungsblatt Kuensel in Bhutans erste und zum damaligen Zeitpunkt einzige Zeitung umgewandelt, die von der Informationsabteilung des Ministeriums für Kommunikation (Ministry of Communications' Department of Information) einmal wöchentlich veröffentlicht wurde. 1988 hatte Kuensel eine Gesamtauflage von 12.500 Stück und wurde auf Dzongkha, Nepali und Englisch herausgegeben. Die nepalesische Sprachausgabe wurde nach dem Konflikt um die Ausweisung von Angehörigen der nepalesischen Minderheit (Lhotshampas) eingestellt. Durch eine königliche Verordnung wurde 1992 die Verflechtung mit der Regierung aufgelöst und Kuensel in ein selbständiges Unternehmen überführt, um so die Voraussetzungen für die Entwicklung professioneller Medien zu schaffen. 1998 lief die staatliche, finanzielle Unterstützung aus. Seitdem trägt sich Kuensel durch Druckaufträge und Einnahmen aus der Werbung. Am 18. April 2001 startete Kuensel Online als erste Online-Zeitung Bhutans. Kuensel Online betreibt ein Internetforum mit mehr als 100.000 Teilnehmern. Diese Plattform ermöglicht es den Bhutanern, wichtige Aspekte des gesellschaftlichen Wandels in Bhutan zu erörtern.
Neben der zentralen Produktionsstätte in Thimphu hat Kuensel 2005 eine weitere Druckerei im östlichen Bhutan eingerichtet, um die tagesaktuelle Auslieferung und die Erhältlichkeit der Zeitung weitab von der Hauptstadt sicherzustellen. Zusätzlich zum Hauptsitz in der Hauptstadt Thimphu verfügt Kuensel über Korrespondenten-Büros in Trashigang, Phuentsholing, Zhemgang und Bumthang. Im Rahmen der Öffnung des Mediensektors entstanden 2006 mit der Bhutan Times und dem Bhutan Observer die ersten nicht staatlichen Zeitungen. Kuensel wurde als Kuensel Corporation Limited  ins Geschäftsregister eingetragen, nachdem Anteile an die breite Öffentlichkeit veräußert wurden. Die Regierung von Bhutan hält jedoch weiterhin 51 % der Anteile und ist somit größter Anteilseigner.   
Im Lauf der Zeit änderte Kuensel mehrmals Erscheinungsweise und Umfang. Als regierungsamtliches Mitteilungsblatt wurde Kuensel zunächst in einem zweiwöchigen Rhythmus herausgegeben. Nach der Umwandlung in ein Nachrichtenblatt in den 1980er Jahren erhöhte sich noch im selben Jahrzehnt die Zahl der Ausgaben auf eine pro Woche. Ab 2005 erschien Kuensel dann zweimal pro Woche, Stand 2012 an sechs Tagen die Woche als zwölfseitige, später als 16-seitige Ausgabe. Anfang 2014 
betrug der Umfang wochentags 12 Seiten und 20 Seiten in der samstäglichen Wochenendausgabe. Der Vertrieb der Zeitung erfolgt im ganzen Land durch Verkaufsvertreter (sales agents), die für die einzelnen Dzongkhags (Distrikte), Dungkhags (Unterdistrikte) und Städte benannt sind. Abonnenten außerhalb des Landes werden per Post oder E-Mail bedient und erhalten Zugriff auf eine PDF-Version der Druckausgabe.